# Чемпионат мира по летнему биатлону 2012
Чемпионат мира по летнему биатлону 2012 прошёл в Уфе в спорткомплексе «Биатлон» с 18 по 23 сентября 2012 года.

## Расписание
| День        | Дата        | Расписание                       | Категория                                         |
| ----------- | ----------- | -------------------------------- | ------------------------------------------------- |
| Вторник     | 18 сентября | Прибытие, официальная тренировка | -                                                 |
| Среда       | 19 сентября | ТСМ Официальная тренировка       | Женщины + юниорки Мужчины + юниоры                |
| Четверг     | 20 сентября | Смешанная эстафета               | Юниоры-женщины + юниоры-мужчины                   |
| -           | 20 сентября | Смешанная эстафета               | Мужчины Женщины                                   |
| Пятница     | 21 сентября | ТСМ Официальная тренировка       | Женщины + юниорки Мужчины + юниоры                |
| Суббота     | 22 сентября | Спринт                           | Женщины — юниоры Женщины Мужчины — юниоры Мужчины |
| Воскресенье | 23 сентября | Гонка преследования              | Женщины — юниоры Женщины Мужчины — юниоры Мужчины |

## Результаты гонок

### Взрослые

#### Смешанная эстафета 2×6 + 2×7,5 км мужчины и женщины
1. Россия (Светлана Слепцова, Ольга Зайцева, Алексей Волков, Антон Шипулин) — 1:13:28.5 (0+3)
2. Украина (Вита Семеренко, Валя Семеренко, Олег Бережной, Андрей Дериземля) — 1:18:28.3 (1+8)
3. Чехия (Йитка Ландова, Леа Йоханидесова, Томаш Крупчик, Ондржей Экслер) — 1:21:37.3 (1+12)

#### Спринт 7,5 км женщины
1. Ольга Зайцева — 21:26.3 (0+1)
2. Вита Семеренко — 21:28.4 (0+0)
3. Ольга Вилухина — 21:45.0 (0+0)

#### Спринт 10 км мужчины
1. Максим Чудов — 23:46.8 (0+0)
2. Алексей Волков — 24:09.7 (1+0)
3. Антон Шипулин — 24:18.2 (1+0)

#### Пасьют 10 км женщины
1. Вита Семеренко — 30:32.8 (1+0+0+1)
2. Ольга Зайцева — 31:01.1 (0+1+0+2)
3. Елена Пидгрушная — 31:19.1 (0+0+1+0)

#### Пасьют 12,5 км мужчины
1. Алексей Волков — 32:49.2 (0+0+0+1)
2. Максим Чудов — 33:36.2 (3+0+0+1)
3. Андрей Маковеев — 33:36.8 (0+0+1+1)

### Юниоры

#### Смешанная эстафета 2x6 + 2x7,5 км юниоры и юниорки
1. Россия (Ольга Подчуфарова, Ольга Калина, Алексей Корнев, Антон Бабиков) — 1:21:14.0 (2+16)
2. Украина (Юлия Бригинец, Ирина Варвинец, Александр Дахно, Дмитрий Пидручный) — 1:22:38.6 (0+12)
3. Чехия (Кристина Черная, Джессика Йислова, Матей Крупчик, Михал Жак) — 1:23:40.3 (0+4)

#### Спринт 7,5 км юниорки
1. Ольга Подчуфарова — 22:21.6 (0+2)
2. Кристина Смирнова — 22:24.2 (0+2)
3. Ольга Калина — 22:58.6 (1+0)

#### Спринт 10 км юниоры
1. Александр Печенкин — 25:38.8 (1+2)
2. Михал Жак — 25:50.0 (0+1)
3. Иван Пичужкин — 26:16.0 (0+0)

#### Пасьют 10 км юниорки
1. Ольга Подчуфарова — 31:58.7 (0+1+1+0)
2. Ирина Варвинец — 32:38.2 (1+0+0+1)
3. Кристина Смирнова — 32:53.8 (3+0+1+0)

#### Пасьют 12,5 км юниоры
1. Пётр Пащенко — 34:13.0 (0+0+1+2)
2. Александр Печенкин — 34:49.4 (1+0+2+1)
3. Алексей Корнев — 35:17.1 (0+1+0+0)

## Медальный зачёт
| Место | Страна  |   |   |   | Всего |
| ----- | ------- | - | - | - | ----- |
| 1     | Россия  | 9 | 5 | 7 | 21    |
| 2     | Украина | 1 | 4 | 1 | 6     |
| 3     | Чехия   | 0 | 1 | 2 | 3     |

## Прочее
На турнире впервые официально состоялся дебют биатлонистов из Индии. Курсант индийской военной академии Рамиз Ахмад Паддир допустил в спринте 9 промахов и отстал от победителя почти на 19 минут.